# Bo Rangers Football Club
Le Bo Rangers Football Club est un club de football sierra-léonais basé à Bo et fondé en 1954.

## Histoire
Le club fondé en 1954 joue au Bo stadium avec une capacité de 4 000 places qui après extension devrait contenir jusqu'à 20 000 places.
Lors de la saison 2019-2020 le club sera en bonne posture pour briguer un titre de champion, à mi-parcours Bo Rangers sera en tête du classement mais la saison sera annulée à cause de la pandémie de Covid-19.
Bo Rangers sera pour la première fois champion du Sierra Leone lors de la saison suivante en 2022, c'est le deuxième club non issu de la capitale à remporter le titre. Il défendra son titre en 2022-2023 et encore la saison suivante.
Pour sa première participation en Ligue des champions de la CAF, la première pour un club du Sierra Leone, le club sera éliminé par les Algériens de Belouizdad. Lors de l'édition suivante, Bo Rangers devient le premier club du Sierra Leone à passer le premier tour, mais tombera de nouveau sur le CR Belouizdad au deuxième tour et sera éliminé à la suite de deux défaites de 3 à 1.
Lors de sa troisième participation à la compétition continentale, Bo Rangers sera éliminé au premier tour par les Ivoiriens de San-Pédro.

## Palmarès
- Championnat de Sierra Leone (3)
  - Champion : 2022, 2023, 2024